# Pocket
Pocket (Покет), известное прежде как Read It Later — приложение для управления списком сохранённых статей, видео, изображений из интернета. Доступно для macOS, Windows, iOS, Android, Windows Phone, BlackBerry, Kobo eReaders и веб-браузеров. Первоначально предназначалось только для настольных компьютеров.

## Функции
Приложение позволяет пользователю сохранять на удалённых серверах статьи или веб-страницы для их последующего чтения. Статья отправляется в список учётной записи (синхронизировано для всех подключённых устройств), что разрешает чтение в автономном режиме. Pocket сохраняет текст, для чтения которого можно настроить удобные параметры отображения.

## История
Pocket был выпущен в августе 2007 года, как дополнение браузера Mozilla Firefox, и назывался Read It Later (досл. Прочти позже). После роста популярности среди пользователей проект переехал в Кремниевую долину. К проекту присоединились ещё четыре человека. Создатель Натан Вайнер (англ. Nathan (Nate) Weiner) планировал сделать приложение похожим на TiVo, чтобы у пользователей был доступ к материалам на любом устройстве.
Read It Later получил венчурные инвестиции в размере $2,5 млн в 2011 году и ещё $5 млн в 2012 году. Компания отклонила предложение Evernote о продаже, опасаясь, что приложение закроют и объединят со своими сервисами.
Платная версия, включающая дополнительные возможности, после ребрендинга Read It Later в Pocket стала бесплатной. В мае 2014 года после добавления мощных серверов была предоставлена платная подписка на премиум-класс.
В июне 2015 года Pocket стал дополнительной функцией по умолчанию в браузере Mozilla Firefox. Пресс-служба браузера заявила, что приложение добавлено в связи с популярностью Pocket среди пользователей и пояснила, что код, связанный с объединением, в открытом доступе. Пресс-секретарь добавил, что их компания получила массу положительных отзывов от пользователей после добавления приложения.
27 февраля 2017 года Pocket объявила, что куплена некоммерческими структурами Mozilla Corporation. Представители Mozilla ответили, что Pocket продолжит независимую работу, но останется частью «вписанного контента».
22 мая 2025 года Mozilla объявила о закрытии Pocket 8 июля 2025 года. Экспорт данных пользователей будет доступен до 8 октября 2025 года, после чего учетные записи будут удалены.

## Пользователи
Приложением пользуются 17 миллионов пользователей, а на момент сентября 2015 года произведено 1 млрд сохранений. Некоторые приложения (Twitter, Flipboard, Google) используют Pocket. Pocket назван Таймс в числе 50 лучших Android-приложений 2013 года.

## Отзывы
На сайте CNET приложение названо «полезным для сохранения всех статей и новостей пока находишься в дороге или в очереди». Эрез Цукерман из Мир ПК сказал, что поддержка производителя — достаточная причина, чтобы приобрести то, что он считает «удобным приложением». Билл Барол из Форбс отметил, что на фоне Read It Later приложение Instapaper «выглядит и ощущается несколько скучным».
В 2015 году Pocket удостоилось премии Material Design Award от компании Google.